# Cleistogenes ramiflora
Cleistogenes ramiflora är en gräsart som beskrevs av Keng f. och Chao Pin Wang. Cleistogenes ramiflora ingår i släktet Cleistogenes, och familjen gräs. Inga underarter finns listade i Catalogue of Life.